# El País
Az El País (címének jelentése: ’Az ország’) Spanyolország egyik legnépszerűbb és legnagyobb példányszámban eladott, teljes egészében spanyol nyelven szerkesztett napilapja. Székhelye, szerkesztősége és központi irodái Madridban találhatók, de számos kihelyezett bizottsággal rendelkezik Spanyolország nagyobb városaiban (Barcelona, Sevilla, Valencia, Bilbao, Santiago de Compostela), ahol a területi kiadásokat szerkesztik. Ezen kívül van egy „globális kiadása”, amelyet Latin-Amerikában nyomtatnak és terjesztenek. Kiküldött tudósítói a világ számos országából jelentkeznek aktuális hírekkel.
Az El País Spanyolország legnagyobb médiakonszernjének a PRISA csoportnak (Promotora de Informaciones, S.A) a tagja.

## Története
Az El País című napilapot José Ortega Spottorno alapította. Első példánya 1976. május 4-én, hat hónappal Francisco Franco halála után, jelent meg: az új napilap a spanyolországi tranzíció - a Franco-diktatúrából a demokráciába történő folyamatos átmenet – során az ország egyik legfontosabb publicisztikai platformja lett: az első, demokratikus elhivatottságú újság volt egy olyan közegben, ahol a többi spanyol lap múltja a Franco-diktatúrában gyökerezett. Első igazgatója (1988-ig) Juan Luis Cebrián volt, aki korábban – a kor többi spanyol újságírójához hasonlóan – a spanyol szakszervezetek lapjánál - Diario Pueblo - tevékenykedett.
Különösen nagy hatással volt a napilap hírnevére az újság reakciója az 1981. február 23-ai puccskísérletre (23-F): az éjszaka teljes bizonytalanságában, miközben a puccsisták megszállták a parlamentet, fogva tartották a képviselőház képviselőit, a hadsereg tankjaival elfoglalták Valencia utcáit és mielőtt a spanyol televízió (Televisión Española) közvetíteni tudta volna I. János Károly spanyol király puccsot elutasító intézményi üzenetét, az El País szerkesztősége egy különkiadást jelentetett meg «El País, con la Constitución» címmel, amelyben a demokratikus alkotmány mellett szálltak síkra. Az első napilap volt, ami azon az éjszakán az utcára vonult különszámával, hogy kinyilvánítsa álláspontját és felhívja a polgárokat a demokráciáért történő demonstrációra. A lap túlélése a katonai puccs megbukásától függött. Újságírói körökben azt beszélték, hogy az El País akkori igazgatója, Juan Luis Cebrián, telefonon felhívta a Diario 16 című újság akkori vezetőjét Pedro J. Ramírezt, hogy közösen dolgozzanak ki egy kiadványt a demokrácia védelmében. Ramírez viszont megtagadta az együttműködést: úgy döntött, hogy vár még pár órát megvárva az események alakulását és lapja csak a király televíziós üzenete után vonult az utcára.
Az El País elkötelezettsége a demokrácia mellett már a 23-F eseményei előtt, a Spanyol Szocialista Munkáspárt (Partido Socialista Obrero Español, PSOE) abszolút többséggel való győzelme az 1982-évi választásokon és Felipe Gonzáles nyílt támogatása, lehetővé tették, hogy az El País az 1980-as években a spanyol sajtó vezetőjeként konszolidálódott az inkább konzervatív irányzatú ABC-vel szemben.
Az El País presztízséhez hozzájárult az újságírói normák szigorú betartása és az a tény, hogy Spanyolország első folyóirata volt, ami belső követelményeket állított minőség-ellenőrzés céljából. Az első spanyol napilap volt, amely bevezette az olvasói ombudsman (press ombudsman) intézményét és megfogalmazott, illetve kiadott egy stíluskönyvet (Libro de Estilo). Számos együttműködési szerződést kötöttek más európai országok szociáldemokrata vonalon mozgó folyóirataival, így például 1989-ben részt vett informatív források közös hálózatának létrehozásában az olasz La Repubblica és a francia Le Monde nevű lapokkal karöltve. 2001 októbere óta az El País angol nyelvű melléklete tartalmazza az International Herald Tribune spanyol kiadását. 2004 óta csütörtökönként jelenik meg a The New York Times által kiadott, spanyolra fordított melléklet a világ híreivel, jegyzetekkel és riportokkal az Amerikai Egyesült Államok napilapjának perspektívájából.
Az 1990-es évek elejétől az El País egy új politikai és újságírói helyzettel találta szemben magát. Felipe González szocialista kormányának korrupciós botrányai okozta politikai feszültség növekedése bipolarizálta a spanyol politikát és sajtót a bal és a jobb oldal között. Ettől kezdve nemcsak a Partido Popular, de az ideológiailag hozzá közel álló média is elítélte az El País-t és a PRISA-csoport tulajdonában lévő többi médiát. Ennek ellenére az El Paísnak sikerült megtartania vezető szerepét, mint Spanyolország legolvasottabb napilapja.
Az 1990-es évek közepén El País Spanyolországban másodikként hozott létre az interneten elérhető online kiadást (El País digital).
2002. november 18-án a spanyol folyóiratok között elsőként vezetett be fizető rendszert digitális kiadásának informatív tartalmához való hozzáféréshez, amely következtében drasztikusan csökkent a látogatók száma az újság honlapján. Mielőtt visszavonták volna ezt a döntést, az Oficina de Justificación de la Difusión (OJD) négy hónapra felfüggesztette (2002) az El País digital működését súlyos hibák miatt.
2005. június 3-ától El País ismét ingyen bocsátja rendelkezésre interneten olvasható tartalmának nagy részét, míg multimédiás tartalmához való hozzáférést alapvetően előfizetőinek és újság archívumoknak tartja fenn.
José Luis Rodríguez Zapatero miniszterelnöksége alatt az El País – hagyományosan a PSOE hű támogatója - egyre több, Zapatero kormányának politikáját bíráló cikket jelentetett meg. Ez a helyzet új teret nyitott Spanyolország balközép sajtójának: megjelent a Público című napilap.

## Formai megjelenése
Formai megjelenésében a napilapot a tájékoztatás és az információközlés módjában, illetve esztétikájában egyaránt a kifejező józanság jellemzi: az öt-hasábos oldalakon rend és a különböző újságírói témák világos tagoltsága uralkodik. A fényképek és az infografika másodlagos szerepet töltenek be, kizárólag az írott információ kiegészítésére szolgálnak.
Alapításától egészen 2007 végéig ugyanazt a formát őrizte meg szinte változás nélkül, kizárólag fekete-fehér képeket használva (bár jelenleg már elfogadott színes és fantáziadúsabb formák alkalmazása is különösen a különböző témájú mellékletekben). Tipográfiája sem változott 2007-ig: mindaddig a Times Roman betűtípust használták, amit aztán felváltott egy modernebb, könnyebben olvasható, az új időkhöz jobban illő majerit betűtípus, amelyet a portugál Mario Feliciano fejlesztett ki.
2007. október 21-én az El País formai és tartalmi változtatásokat, valamint számos reformot hajtott végre, amelyek nemcsak a nyomtatott, de digitális internetes kiadására is hatással volt. Jelmondatát „Diario independiente de la mañana” (a reggel független napilapja) „El Periódico Global de Noticias en Español„ (hírek összefoglaló lapja spanyolul) mondatra változtatta. Érdekességként említhető, hogy a 2007-es újításkor a fejlécben lévő újságcím ékezetet kapott (El Pais – El País).

## Mellékletek
| Az El País spanyol nyelvű napilap mellékletei | Az El País spanyol nyelvű napilap mellékletei                                 | Az El País spanyol nyelvű napilap mellékletei                          |
| nap                                           | cím                                                                           | téma, tartalom                                                         |
| --------------------------------------------- | ----------------------------------------------------------------------------- | ---------------------------------------------------------------------- |
| szerda                                        | Futuro (’Jövő’)                                                               | tudományos melléklet                                                   |
| csütörtök                                     | Ciberpa@ís (’Cyberország’)                                                    | informatika és technika, új technológiák                               |
| csütörtök                                     | The New York Times                                                            | az eredeti amerikai napilap spanyol kiadása                            |
| csütörtök                                     | Quadern (katalóniai és levantei kiadások melléklete katalán nyelven           | kultúra                                                                |
| péntek                                        | EP3 (korábbi címe El País de las Tentaciones, ’A kísértések országa’)         | tiniknek és fiataloknak szóló melléklet                                |
| péntek                                        | Ocio (’Szabadidő’)                                                            | kultúra                                                                |
| péntek                                        | Propiedades (’Tulajdonok’) madridi és barcelonai kiadások melléklete          | ingatlanpiac                                                           |
| szombat                                       | Babelia                                                                       | irodalom, művészet                                                     |
| szombat                                       | El Viajero (’Az utazó’)                                                       | utazás                                                                 |
| szombat                                       | Motor, Salud y Tierra (’Motor, egészség és föld’) minden hónap egy szombatján | autómotor, egészséges élet, orvostudományi vívmányok, környezetvédelem |
| vasárnap                                      | El País Semanal (’A heti ország’) színes magazin (korábbi neve EP[S])         | divat, riportok, cikkek véleményekről                                  |
| vasárnap                                      | Pequeño País (’Kis ország’)                                                   | gyerekeknek szóló melléklet                                            |
| vasárnap                                      | Domingo (’Vasárnap’)                                                          |                                                                        |
| vasárnap                                      | Negocios (’Üzleti élet’)                                                      | gazdasági melléklet                                                    |

•Az El País Domingo című mellékletének 2009. április 5-ei számának 9. oldalán arról tájékoztatják az olvasókat, hogy a gazdasági helyzetre és a reklámpiacra való tekintettel a Pequeño País mellékletet ideiglenesen megszüntetik, de amint a helyzet javul, újraindítják a kiadványt.

## Külső hivatkozások
- Diario El País S.L.
- Az El País mellékletei
- El País 30 aniversario 1976-2006 Archiválva 2013. május 20-i dátummal a Wayback Machine-ben El País 30. születésnapja 1976-2006